# Ancylolomia saundersiella
Ancylolomia saundersiella là một loài bướm đêm trong họ Crambidae.